# Partito Comunista Maoista di Ceylon
Il Partito comunista maoista di Ceylon o dello Sri Lanka (in inglese Ceylon Communist Party (Maoist)) è un partito politico dello Sri Lanka.
Nato nel 1964 da una scissione del Partito Comunista dello Sri Lanka, si è ispirato fin dall'inizio al maoismo, sotto la guida di Nagalingam Shanmugathasan raggiungendo una discreta popolarità nelle zone rurali del Paese.
Negli anni 1980 e 1990 ha rifiutato la svolta filocapitalista della Cina e si è alleato con altri partiti maoisti asiatici, a partire dal Partito Comunista Maoista Nepalese.
| Controllo di autorità | VIAF (EN) 132616926 · LCCN (EN) n87149844 · J9U (EN, HE) 987007604614005171 |